# 舍我其谁
《舍我其谁》，改编自公子十三小说《舍我“棋”谁》，2021年中国大陆青春爱情竞技剧。由幸福蓝海影视集团、完美世界影视联合出品，导演鞠觉亮、刘畅执导，并且由李兰迪、牛骏峰领衔主演。该剧于2020年9月23日在青岛举行开机仪式。于2021年9月8日在江苏卫视播出。台灣OTT平台LiTV 線上影視同步上架。

## 播放平台
| 頻道     | 所在地   | 日期         | 時間                   |
| 江苏卫视 | 中国大陆 | 2021年9月8日 | 幸福剧场 每日20:20播出 |
| 优酷     | 中国大陆 | 2021年9月8日 | 每日22:00更新          |

## 演員表
| 演員   | 角色                                       | 简介 |
| 李兰迪 | 程了 小程了：李祉默                        | 萌新记者 24歲，有廚藝天賦，對味道十分敏銳。仰慕徐遲。 第1集把盛景初當成小偷抓到警局，到採訪大堂看到盛景初的海報，嚇到不敢採訪，見他就跑。 第7集向徐遲表白，在盛景初的阻攔下，被眾人誤以為是向盛景初表白，也發現徐遲真正喜歡的是自己的姐姐程意，最後與盛景初在一起。 第11集向盛景初學習圍棋。 第14集被盛景初告白。 第26集為救盛景初被打受伤。 第27集決定從松果視頻辭職，專心做美食。 第31集知道了盛景初的心理問題。 |
| 牛骏峰 | 盛景初 小盛景初：罗伟宸 少年盛景初：徐渤雄 | 師從解寒洲 九段棋手 百年難得一見的天才围棋手 被棋迷稱為「盛世天元」 棋壇風雲人物 26歲，6歲進入九州道場，11歲定段成功，16歲拿下「中國天元」的稱號，從此一路開掛，各種冠軍收到手軟，是國內最炙手可熱的青年棋手。 平日里完全沉浸在圍棋的世界中，看似高冷實則話少套路多。父親是聲樂老師，母親是數學老師。 第1集遇到唯一充滿色彩的程了，被程了當成小偷抓去警察局，後協助警方破案，追到松果視頻給了程了一顆柚子糖。 第3集澄清與程了的關係，但又在程了的貼文中回覆了"其實你很特別。"引發討論。 第6集參加節目，挑戰AI。 第12集戰勝日本人。 第14集向程了告白。 第17集來到6歲車禍現場，憶起當時景象，情緒失常。 第18集得到程豐收的原諒，並發現程了就是在醫院給他柚子糖的小女孩，然後程了答應一起戀愛。 第32集得到程了原諒，與程了和好。 第33集看到所有色彩，決定改變棋路。 第34集在圍棋聯賽南京站，連連敗北。 第36集在中韓圍棋邀請賽，贏過曹冼羅。 第37集在中韓圍棋邀請賽中，贏得最終勝利。 第39集師父解寒洲去世，一蹶不振，決定不再下棋。 第40集受聶老開解，懷疑姚科，後抓住其把柄。 第41集重新拾起圍棋。 |
| 韩玖诺 | 程意 少年程意：马上媛                      | 程了的姐姐 濱海電視台著名主持人 28歲，從小就很優秀。人脈廣，最後與江昱達在一起。 第7集拒絕徐遲的表白。 第10集被爆出與江昱達的照片。 |
| 秦天宇 | 曹熹和 少年曹熹和：吴明轩                  | 師從解寒洲 八段棋手 盛景初、解長安的师弟 丁嵐、姚科的師兄 25歲，10歲進入九州道場 。 棋力不凡，酷愛打麻將，被譽為是九州道場裡最不著調的職業棋手，喜歡丁嵐，經常為了討她喜歡，扮霸總扮文青，最後成功追上丁嵐。 |
| 朱嘉琦 | 江昱達                                     | 橫掃整個歐洲的圍棋天才 業餘七段棋手 著名企業家江半城之子 22歲，14歲出國讀高中。 夢想是圍棋，最後與程意在一起。 第7集初登場，到九州道館踢館，25分鐘連輸(丁嵐)三盤棋。在路上遇到程意，對她一見鍾情。 第38集追到女神姐姐程意。 |
| 曹博   | 姚科                                       | 師從蔣春來 九段棋手 盛景初、曹熹和、解長安、丁嵐的師弟 第6集拜入解寒洲門下。 第35集在中韓圍棋邀請賽，輸給解長安。 第40集被終身禁賽。 |
| 何宣林 | 丁嵐 少年丁嵐：王梓涵                      | 師從解寒洲 四段棋手 盛景初、曹熹和、解長安的師妹 姚科的師姐 21歲，6歲進入九州道場。 中國棋壇年輕一輩女棋手中的佼佼者，因為年輕漂亮又棋力高強，深受大眾和同輩棋手們的喜愛，最後與曹熹和在一起。 第33集公告升段失敗，因此心情低落。 |
| 宋涵宇 | 徐遲 少年徐遲：于钦宇                      | 松果視頻節目部副總 與程意、程了的青梅竹馬，喜歡程意。 第7集向程意表白，被拒絕。 |
| 夏铭浩 | 解長安 少年解長安：史迪文                  | 三段棋手 最會下棋的情聖 盛景初、曹熹和、解長安、丁嵐、姚科的大師兄 解寒洲之子 隨身必帶熱水壺，壺內必有養生茶。 第37集得知葉如眉要結婚的真相，難過不已。 |
| 陆骏瑶 | 言曉                                       | 程了的前輩兼好閨蜜 |
| 张磊   | 程豐收                                     | 程意、程了的父親 程叔小館的老闆 和女兒們就像朋友一樣相處，十分聽大女兒程意的話。 第24集出車禍住院。 |
| 郝文婷 | 劉總監                                     | 松果視頻節目部總監 綽號：劉阿姨 |
| 周麟嘉 | 张丽莎(Lisa)                               | 松果視頻節目部記者 喜歡找程了的碴。 |
| 梁冠华 | 解寒洲                                     | 九州道場創辦者 九段棋手 盛景初、曹熹和、解長安、丁嵐、姚科的師傅 第6集收姚科為徒。 第37集決定完成中韓圍棋邀請賽，宣布退役。 第38集高血壓昏倒。 第39集去世。 |
| 卢勇   | 蔣春來                                     | 方圓道場創辦者 九段棋手 姚科的師傅 第6集有了退隱之意。 |
| 黃仁德 | 趙延勛                                     | 韓國九段棋手 韓國棋神 因俊朗外形和身負棋力，備受韓國棋迷追捧。 第35集在中韓圍棋邀請賽，輸給曹熹和。 |
| 丁子玲 | 葉如眉                                     | 解長安一直等的人。盛景初等人無緣的大師嫂 |
| 杨玥   | 謝知荷                                     | 程意、程了的母親 程豐收的妻子 |

## 电视剧歌曲
| 曲序 | 曲目                       |             | 作曲          | 编曲          | 演唱   |
| ---- | -------------------------- | ----------- | ------------- | ------------- | ------ |
| 1.   | 以夢為馬（片頭曲）         | 陳嬛        | 薩頂頂        | 李牧野        | 焦邁奇 |
| 2.   | 拾光（片尾曲）             | 陈嬛        | 萨顶顶        | 郭峻江        | 萨顶顶 |
| 3.   | 彩色微風（插曲）           | 劉恩汛      | 都智文        | 都智文        | 都智文 |
| 4.   | Nice to Meet you（插曲）   | 劉恩汛      | Hwang Yong Ju | Hwang Yong Ju | 趙貝爾 |
| 5.   | 沒有一個像我（片尾主题曲） | 雷壯        | Hwang Yong Ju | 高漠伊        | 薩吉   |
| 6.   | 不止眼淚（插曲）           | 劉恩汛      | 徐昕          | 高漠伊        | 謝丹妮 |
| 7.   | 孤獨塵埃（插曲）           | BRYAN(孫偉) | 徐昕          | 劉蘇毅        | 何宣林 |
| 8.   | 甜甜柚子糖（插曲）         | 陳嬛        | 薩頂頂        | 郭峻江/楊云浩 | 賴美雲 |